# Coca-Cola Station〜Groove&Vibes〜
Coca-Cola Station〜Groove&Vibes〜は、毎週金曜日20時00分から20時55分FM FUKUOKAをキーステーションに、FM佐賀（FMS）とfm nagasakiのFMQリーグ3局ネットで放送されていたラジオ番組。
スポンサーは、番組タイトルにも含まれているコカ・コーラである。
2017年4月放送終了。

## 概要

### 放送時間
- 毎週金曜日20:00-20:55

### パーソナリティ
- DJ KAI（甲斐田貴之）

## 主なコーナー
- やじうまGroove

Groove&Vibesなエンターテイメントニュースを紹介。
- Groove Eye

ヒップホップやレゲエなど、Groove&Vibesな音楽を3曲ピックアップする。
- Grooveセッション

ゲストコーナー。
- Groove大陸

メッセージを紹介するコーナー。
- WEEKLY COUNTDOWN

FM FUKUOKA、FM佐賀、fm nagasaki3局のデータと番組ポイントに基づいて、ヒップホップやレゲエなどストリートミュージックをGroove&Vibesな音楽としてカテゴライズした、総合チャートのTOP5を発表する。ブチカン（FM FUKUOKA）とは違うランキング内容となっている。

## 前後の番組
FM FUKUOKA
- 13:30 BUTCH COUNTDOWN RADIO
- 19:00 ハカタカランキン!
- 20:55 うきうきインフォメーション

FM佐賀
- 19:00 FRIDAY NIGHT Talkin' Radio
- 20:55 マエダケンタロウのSOUL LESSON

fm nagasaki
- 19:30 小澤俊夫昔話へのご招待／19:55 JFNニュース
- 20:55 SMILE CUTS CORE

※2013年6月時点。